# Naturpark Kellerwald-Edersee

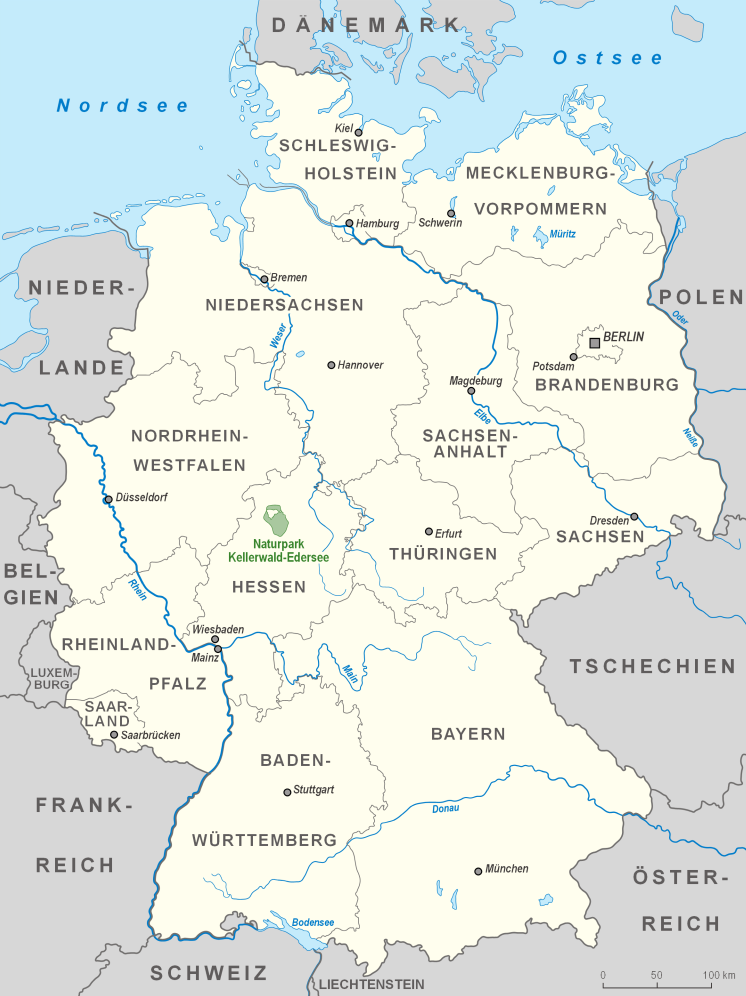
Lage des Naturparks Kellerwald-Edersee

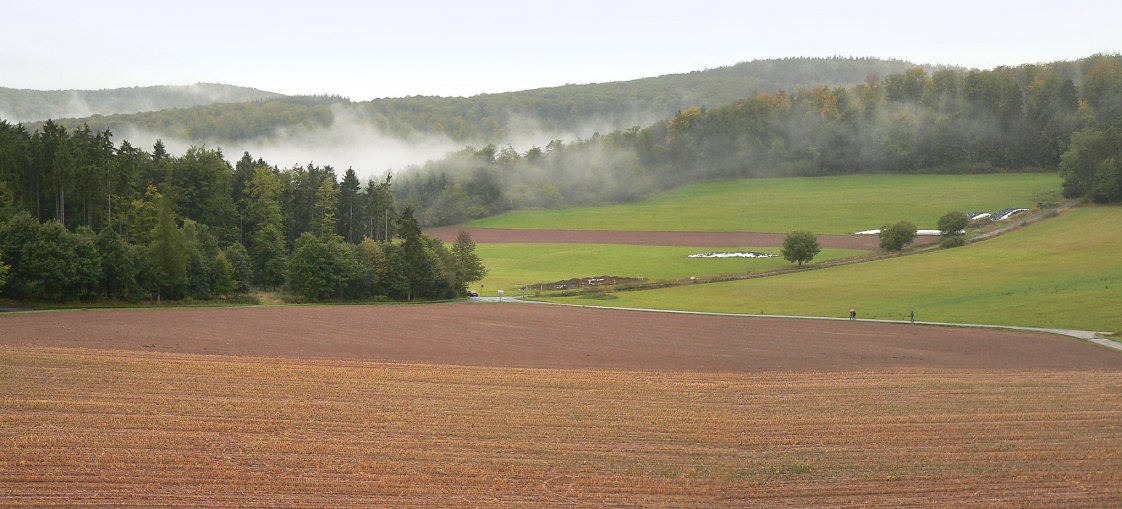
Wald- und Ackerlandschaft des Naturparks bei Bad Zwesten

Der Naturpark Kellerwald-Edersee ist ein 595,25 km² großer und seit 1. Juni 2001 bestehender, waldgeprägter Naturpark im hessischen Mittelgebirge Kellerwald inklusive der Berglandschaft rund um den Stausee Edersee. Er umfasst eines der größten unzerteilten Buchenwaldgebiete Deutschlands. Ein Teil des Parks bildet seit dem 1. Januar 2004 den noch stärker geschützten Nationalpark Kellerwald-Edersee. Der Naturpark Kellerwald-Edersee ist ein kommunaler Zweckverband der Gemeinden Edertal, Gilserberg, Haina, Jesberg, Vöhl und Bad Zwesten, den Städten Frankenau, Fritzlar, Lichtenfels, Waldeck und Bad Wildungen sowie dem Schwalm-Eder-Kreis und dem Landkreis Waldeck-Frankenberg. Im Jahr 2019 wurde der Naturpark Kellerwald-Edersee um Flächen der Städte Lichtenfels, Fritzlar, Bad Wildungen und der Gemeinde Vöhl erweitert und vergrößerte sich damit um rund 30 %.

## Geografie

### Lage
Der Naturpark Kellerwald-Edersee liegt in den nordhessischen Landkreisen Waldeck-Frankenberg und Schwalm-Eder zwischen Waldeck und Vöhl im Norden sowie Gilserberg im Süden. Sein westlichster Punkt befindet sich westlich von Frankenau, der östlichste in der Nähe von Bad Zwesten. An seinem nordöstlichen Rand liegen die Gemeinden Bad Wildungen und Edertal, im Südosten Jesberg und im Südwesten Haina und der Gemündener Ortsteil Herbelhausen.
Der südwestlich von Kassel gelegene Naturpark (mittlere Entfernung ca. 40 km Luftlinie) entspricht in seiner Ausdehnung in etwa dem Kellerwald. Innerhalb seiner Grenzen liegen – neben einigen Ortsteilen der zuvor genannten Städte und Gemeinden, wobei die Kernstädte Bad Wildungen und Frankenau ganz zum Park gehören – der Edersee und der Affolderner See. Im Norden reicht er über den Edersee hinaus, im Süden in die an den Kellerwald südlich angrenzende Oberhessische Schwelle mit dem Höhenzug Hemberg hinein.
Südlich des Edersees erstreckt sich im Nordteil des Naturparks der 57,24 km² große Nationalpark Kellerwald-Edersee. Nordnordöstlich des Nationalparks liegt am Südufer des Stausees der Wildpark Edersee mit der Greifenwarte Wildpark Edersee und dem Kellerwald-Informationszentrum Fagutop.

### Berge und Höhenlage
Die niedrigste Stelle des Naturparks Kellerwald-Edersee liegt in Affoldern im Edertal unterhalb der Staustufe des Affolderner Sees auf 194 m ü. NHN, der höchste Punkt auf dem Wüstegarten (675,3 m), der mit Hunsrück und Sauklippe den Bergkamm Keller (auch Hoher Keller genannt) im Südosten des Kellerwalds bildet.
Zu den bekanntesten, nicht aber unbedingt zu den höchsten Bergen des Naturparks Kellerwald-Edersee gehören inklusive aller „Sechshunderter“ – sortiert nach Höhe in Meter (m) über Normalhöhennull (NHN):

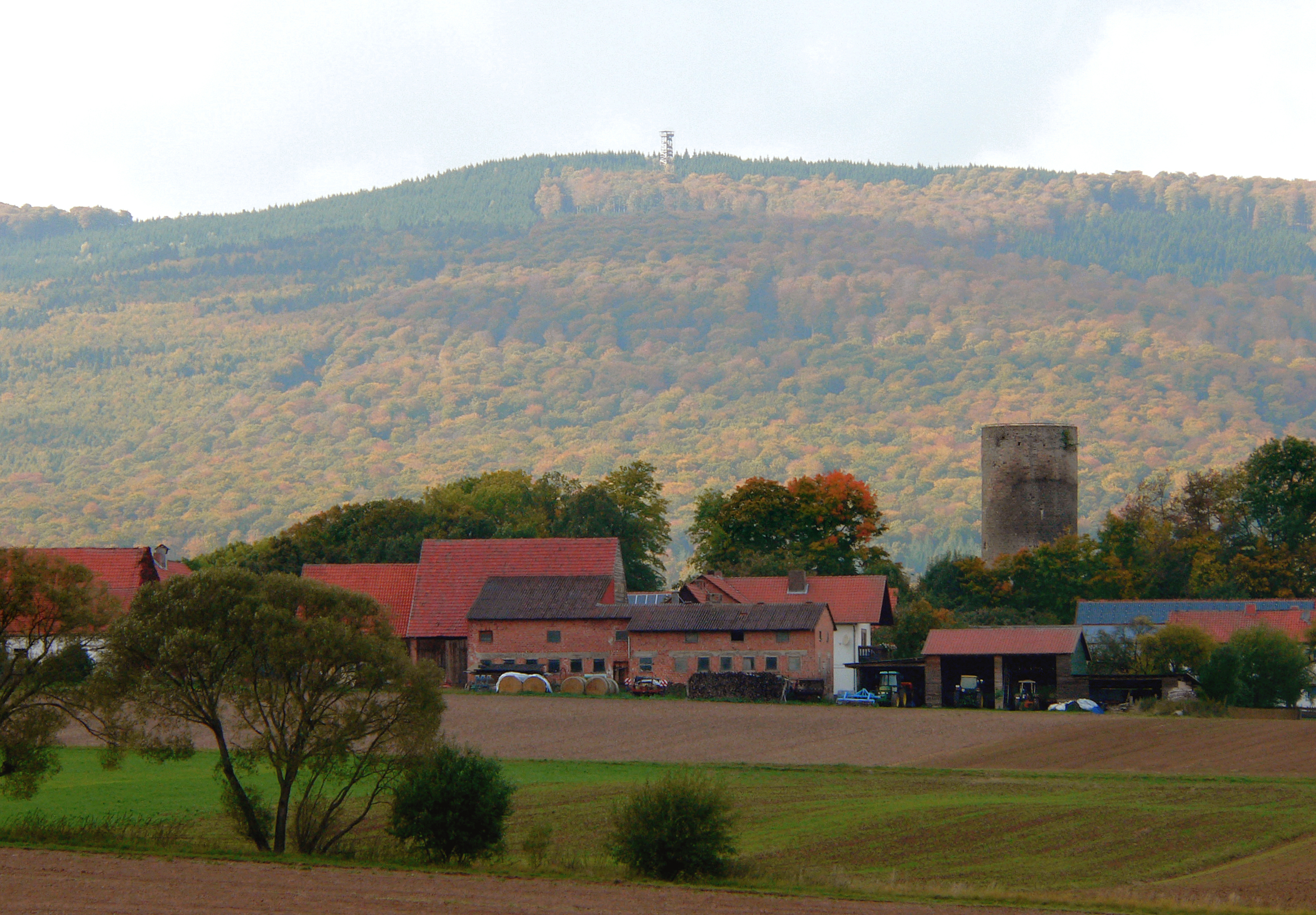
Blick über Jesberg mit dem Turm der Burg Jesberg hinweg nordwestwärts zum Wüstegarten mit Kellerwaldturm

- Wüstegarten (675,3 m) – mit Kellerwaldturm – höchster Berg im Naturpark Kellerwald-Edersee und im Kellerwald
- Hohes Lohr (656,6 m) – mit Fernmeldeturm Hohes Lohr
- Große Aschkoppe (639,8 m)
- Hunsrück (635,9 m)
- Traddelkopf (626,4 m) – höchster Berg des Nationalparks Kellerwald-Edersee
- Winterberg (616,6 m) – Südausläufer der Großen Aschkoppe
- Auenberg (610,7 m)
- Kleine Aschkoppe (606,8 m) – Westausläufer der Großen Aschkoppe
- Ahornkopf (604,1 m) – Südwestausläufer des Traddelkopfs
- Dicker Kopf (603,7 m)
- Jeust (585,0 m)
- Talgang (566,1 m)
- Quernst (ca. 545 m) – Nordausläufer des Talgangs mit Ruine Quernstkirche (bei 535 m) und Quernstkapelle
- Ermerod / Peterskopf (ca. 539,2 m / 506,6 m) – mit zwei Oberbecken der Pumpspeicherwerke Waldeck
- Homberg (518,5 m) – mit Aussichtsturm auf dem Homberg
- Hundskopf (470,6 m) – höchste Erhebung der Oberhessischen Schwelle
- Schlossberg Waldeck (zur Höhe siehe hier) – mit Schloss Waldeck
- Rabenstein (439,3 m) – Südflanke der Rabensteinpforte
- Uhrenkopf (ca. 405 m) – gute Aussicht auf Edertalsperre
- Kanzel (399,3 m) – gute Aussicht u. a. auf die Waldecker Bucht des Edersees

### Gewässer

#### Fließgewässer
Zu den Fließgewässern, die den Naturpark Kellerwald-Edersee einrahmen bzw. darin entspringen und verlaufen, gehören (Eder- und Wohra-Zuflüsse flussabwärts betrachtet; deren Zuflüsse mit Mündungsort/-gebiet).

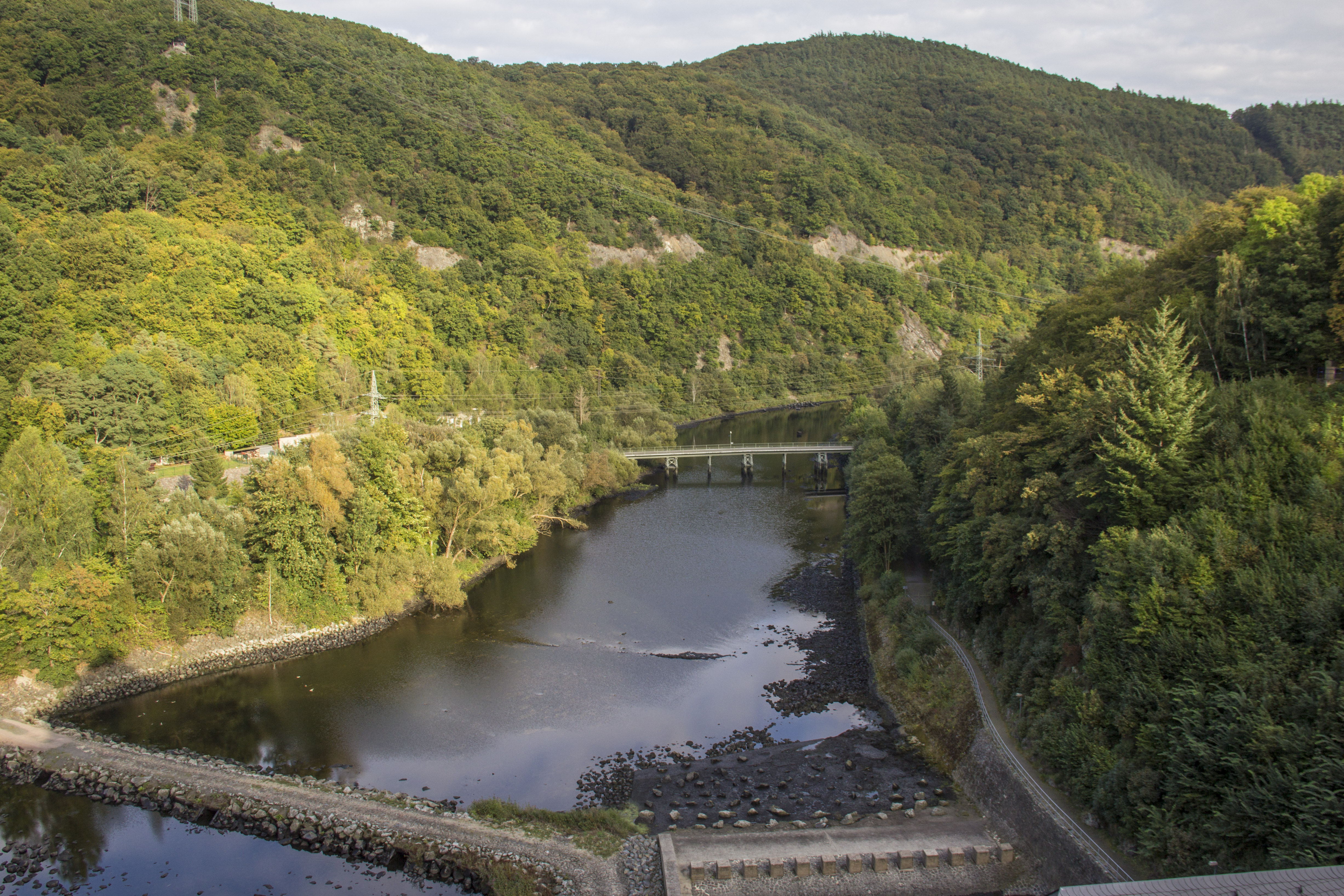
Blick in das unterhalb der Staumauer des Edersees liegende Tal der Eder

##### Flusssystem Weser
- Eder
(Edersee und Affolderner See durchfließender Fulda-Zufluss; einmündende Bäche und Flüsse fließen über Eder und Fulda in die Weser)
  - Lengelbach, mündet südlich von Vöhl-Ederbringhausen
  - Lorfe (Lorfebach), mündet bei Vöhl-Schmittlotheim
    - Lorfe-Zufluss: Eisbach

  - Hundsbach, mündet südwestlich von Asel-Süd (zu Vöhl-Asel) in den Edersee
  - Aselbach, mündet bei Vöhl-Asel in einen Edersee-Nordarm
    - Aselbach-Zufluss: Altbach

  - Bärenbach, mündet südlich von Asel-Süd (zu Vöhl-Asel) in eine kleine Bucht des Edersees
  - Banfebach, mündet südöstlich von Asel-Süd (zu Vöhl-Asel) in einen Edersee-Südarm
    - Banfebach-Zufluss: Keßbach

  - Mellbach, mündet östlich von Edertal-Bringhausen in den Edersee
  - Rehbach, mündet bei Edertal-Rehbach in einen Edersee-Südarm
  - Werbe, mündet bei Nieder-Werbe (zu Waldeck) in das Vorbecken eines Edersee-Nordarms
  - Bärentalsbach, mündet westlich von Waldeck-West in einen Edersee-Nordarm
  - Netze, mündet bei Mehlen-Lieschensruh (zu Edertal)
  - Wesebach, mündet bei Edertal-Giflitz
    - Wesebach-Zuflüsse: Haarbach, Schrummbach, Haimbach, Heimbach, Bartenbach, Kesselbach, Eschelbach, Klingesebach, Dreisbach, Ebach, Quernstgrund, Sasselbach

  - Wilde, mündet nördlich von Bad Wildungen-Wega
    - Wilde-Zuflüsse: Sillbach, Bornebach, Sonderbach, Großer Brunnenbach, Landwehr

  - Schwalm, mündet bei Felsberg-Altenburg
    - Schwalm-Zuflüsse: Gilsa, Urff, Wälzebach
      - Urff-Zuflüsse: Heerbach, Appenbach, Kohlbach
      - Gilsa-Zuflüsse: Norde, Koppach, Treisbach und Michelbach

##### Flusssystem Rhein

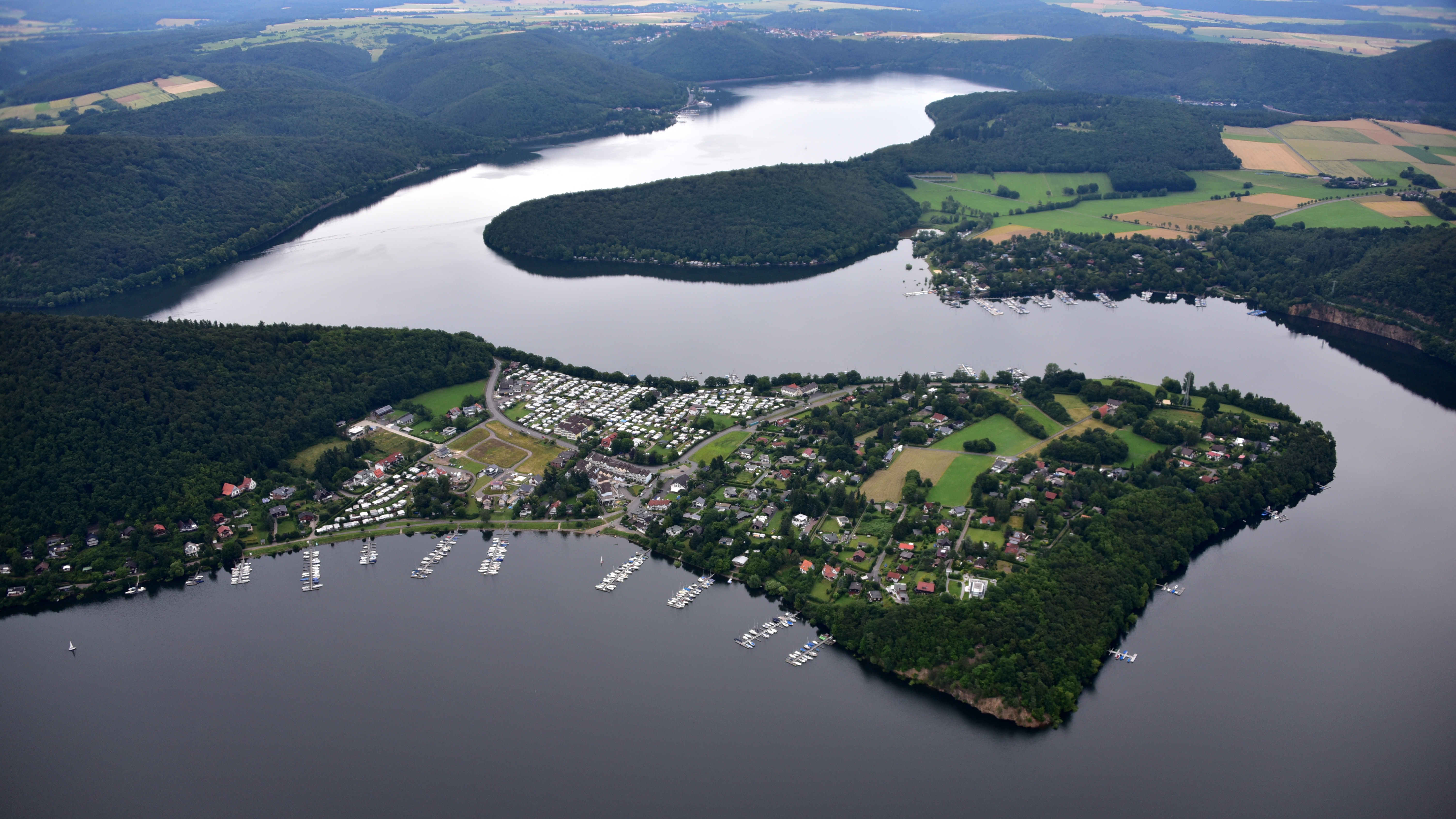
Edersee im Naturpark Kellerwald-Edersee mit der Halbinsel Scheid

- Wohra
(ein Ohm-Zufluss; einmündende Bäche und Flüsse fließen über Wohra, Ohm und Lahn in den Rhein)
  - Gehlinger Bach, mündet nordöstlich von Haina
  - Schweinfe, mündet in Gemünden

#### Stillgewässer
Zu den Stillgewässern im Naturpark Kellerwald-Edersee gehören:
- Edersee (am Nordrand, von der Eder durchflossen)
- Affolderner See (am Nordostrand, von der Eder durchflossen)
- zwei Oberbecken der Pumpspeicherwerke Waldeck

## Naturschutzgroßprojekt Kellerwald-Region
Seit 2005 läuft im Naturpark das Naturschutzgroßprojekt Kellerwald-Region. Es wurde 2015 bis 2018 verlängert. Bei vom Bundesamt für Naturschutz durchgeführten Projekt geht es um „Errichtung und Sicherung schutzwürdiger Teile von Natur und Landschaft mit gesamtstaatlich repräsentativer Bedeutung“. Bei dem „Förderprogramm zur Errichtung und Sicherung schutzwürdiger Teile von Natur und Landschaft mit gesamtstaatlich repräsentativer Bedeutung“ beteiligt sich der Bund an Naturschutzvorhaben, die im internationalen Vergleich beispielhaft das Engagement des Naturschutzes in Deutschland belegen. Ende 2005 wurde das Naturschutzgroßprojekt bewilligt. Für die Umsetzung standen bis 2015 sechs Millionen Euro bereit. In der Planungsphase oder Phase I von 2005 bis 2008 ging es zunächst um die Erstellung eines Pflege- und Entwicklungsplans für den Naturpark und eine sozioökonomische Studie. Danach folgte das Genehmigungsverfahren dieses Plans. In der folgenden Umsetzungsphase oder Phase II von 2009 bis 2015 ging es um die Planumsetzung. Bei der Verlängerungsphase von 2016 bis 2018 geht es um den Schwerpunkt Wald und den Schutz des Naturparks. Dabei soll eine nachhaltige Absicherung der Projektziele durch ein Schutzgebietssystem erfolgen. Beim Naturschutzgroßprojekt erfolgte ein Flächenankauf, Waldumbau von Rotfichtenwäldern in Laubwälder, Überlassen von Waldflächen zum Totalreservat, Gewässerrenaturierung und Pflegemaßnahmen auf besonderen Grünlandflächen. In den Grünlandflächen wurden Schutzmaßnahmen in Heideflächen und Magerrasen durchgeführt. Für die Pfingstnelke wurden spezielle Artenschutzmaßnahmen umgesetzt. Ferner erfolgte im Gebiet eine umfangreiche Öffentlichkeitsarbeit, bei der auch Infowege, stationäre und mobile Ausstellung erstellt wurden.

## Wandern

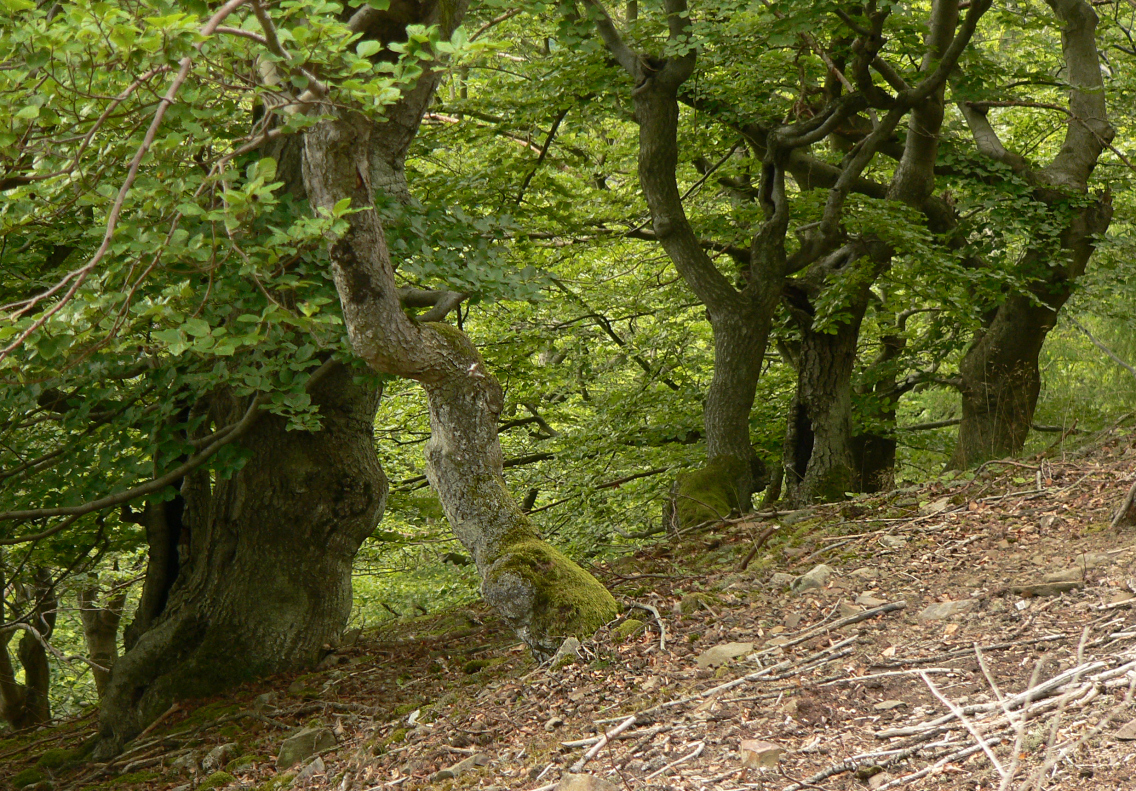
Verknorrte Bäume am Urwaldsteig Edersee

Durch den Kellerwald bzw. Naturpark Kellerwald-Edersee führen viele Wanderwege, darunter der Kellerwaldsteig, ein 156 km langer Rundwanderweg, der Berge, Ortschaften und Täler des Natur- und Nationalpark Kellerwald-Edersee miteinander verbindet. Rund um den Edersee führt der etwa 68 km lange Urwaldsteig Edersee, der im Wesentlichen durch den Nationalpark mit seinen Buchenwäldern und die Trockeneichenwälder an den Nordhängen verläuft. Seit 2023 trägt die Region Edersee das Siegel „Qualitätsregion Wanderbares Deutschland“, welches durch den Deutschen Wanderverband verliehen wird. Außerdem gibt es im Naturpark Kellerwald-Edersee mehrere Lehr- und Erlebnispfade zu verschiedenen Themen.